# Dve strely. Detektiv kamennogo veka
Dve strely. Detektiv kamennogo veka (russisk: Две стрелы. Детектив каменного века) er en sovjetisk spillefilm fra 1989 af Alla Surikova.

## Medvirkende
- Aleksandr Kuznetsov
- Olga Kabo
- Armen Dzhigarkhanyan
- Nikolaj Karatjentsov
- Leonid Jarmolnik